# Édit de Crémieu

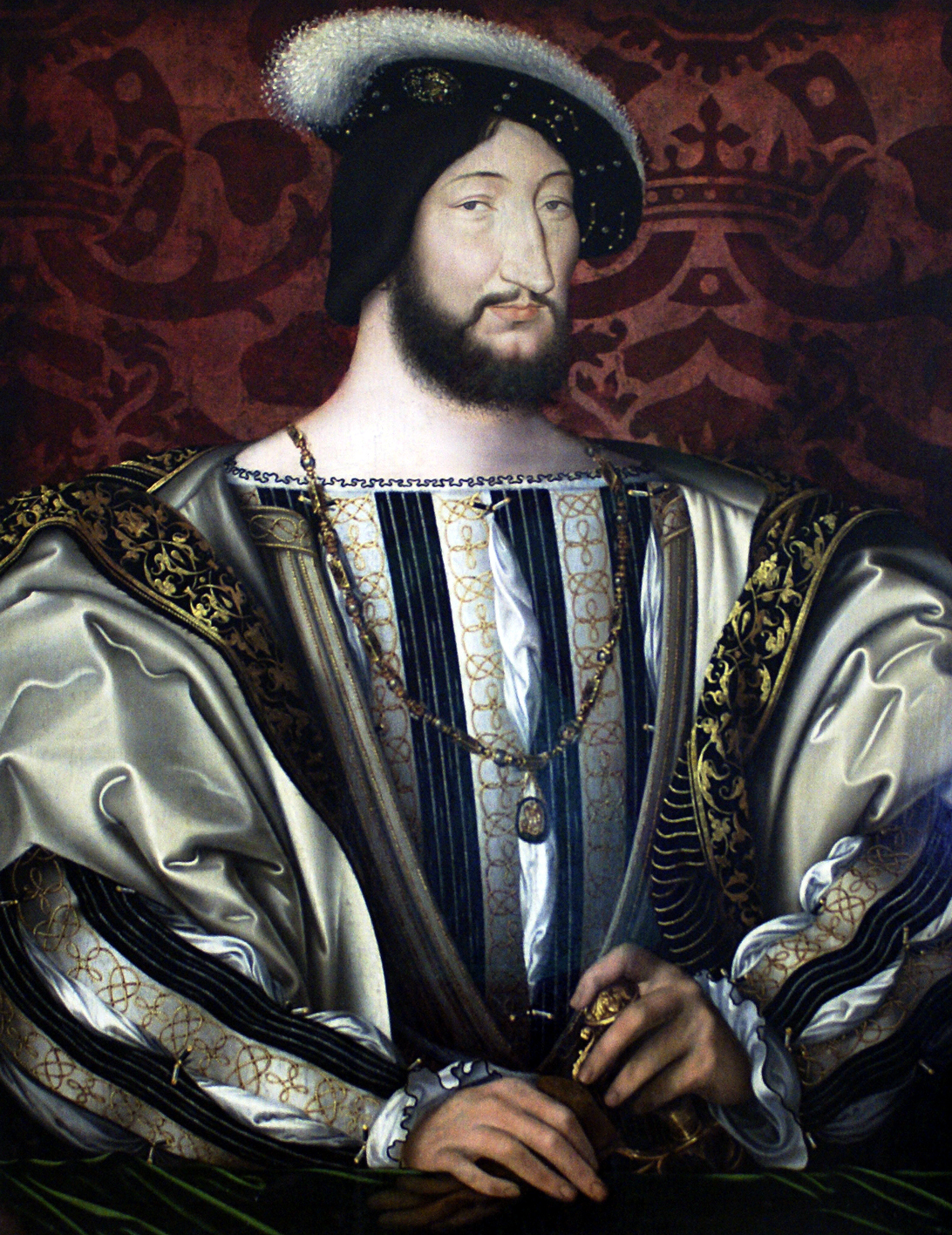
Le roi François Ier, auteur de l'édit de Crémieu.

Ne doit pas être confondu avec Décret Crémieux.
L'édit de Crémieu est un règlement composé de 31 articles donné par François Ier à Crémieu (Isère) le 19 juin 1536 qui fixe les compétences respectives des bailliages et des prévôtés ainsi que sièges présidiaux, prévôts, châtelains et autres juges ordinaires. 
Cette ordonnance est notamment une illustration de l'apparition du mot « police », service public qui se développe sous l'Ancien Régime.
L'édit est par ailleurs un exemple d'édit scellé de cire jaune sur double queue de parchemin et non de cire verte, couleur qui symbolise la perpétuité, à la différence des « grandes lettres patentes » et « chartes » qui le sont déjà. Il est néanmoins qualifié de « perpétuel et irrévocable ». Il faudra attendre 1570 pour que soit scellé le premier édit avec de la cire verte.